# Julie White
Julie White, född 1 juni 1960, är en friidrottare från Kanada. Hon deltog vid olympiska sommarspelen 1976.